# Laura Zapata
Laura Zapata (13 iulie 1952) este o actriță mexicană de telenovele. Ea este sora Thalìei.